# Batman Begins (игра)
Batman Begins — компьютерная игра в жанре стелса с элементами приключенческого экшена, основанная на американских комиксах издательства DC Comics о супергерое Бэтмене. Релиз игры состоялся в 2005 году и был приурочен к премьере одноимённого фильма, сюжет которого лёг в её основу: миллиардер Брюс Уэйн проходит обучение в организации убийц «Лига Теней», под наблюдением её лидера Ра’с аль Гула, чтобы положить конец преступности в Готэм-Сити. По возвращении в свой родной город он создаёт альтер эго линчевателя Бэтмена и вступает в конфронтацию с криминальными авторитетами — доном Кармайном Фальконе и наркоторговцем Пугало. В скором времени Уэйн сталкивается со своим бывшим наставником, вознамерившимся уничтожить Готэм
Анонс Batman Begins состоялся 26 октября 2004 года. За создание версии для GameCube, PlayStation 2 и Xbox отвечала Eurocom, Vicarious Visions создала игру для Game Boy Advance, а Klear Games — для мобильных телефонов. Персонажей озвучили актёры из фильма «Бэтмен: Начало». Издателями выступили EA Games и Warner Bros. Interactive Entertainment.
Batman Begins получила смешанные отзывы от игровых журналистов. В 2008 году должно было выйти её продолжение Batman: The Dark Knight от Pandemic Studios, основанное на картине «Тёмный рыцарь», однако, разработка игры, в конечном итоге, была отменена. В 2012 году состоялся релиз The Dark Knight Rises по мотивам одноимённого фильма.

## Игровой процесс

Скриншот, демонстрирующий HUD: сверх — очки здоровья, в левом нижнем углу — радар, в правом нижнем углу — шкала репутации

Batman Begins — стелс с элементами приключенческого экшена от третьего лица, в котором игрок управляет супергероем Бэтменом. Персонаж передвигается по многоэтапным линейным локациям, наполненным различными противниками, которые обозначаются на радаре в нижнем левом углу экрана. Чтобы избежать обнаружения, протагонист способен скрывать своё присутствие — приседать, красться, запрыгивать на уступы и свисать с них, прятаться за стенами и в тени — и добывать информацию: например, осмотреть комнату за закрытой дверью с помощью замочной скважины. В некоторых случаях игроку предстоит взламывать кодовые замки посредством прохождения тематической мини-игры, использовать «бэткоготь», позволяющий ему зацепиться за выступы и притянуться к ним, а также лестницы и трубы для преодоления различных препятствий. Периодически на HUD появляются подсказки, раскрывающие местоположение интерактивных внутриигровых элементов: игрок в состоянии переключаться между ними прежде чем приступить к взаимодействию.
Ключевой особенностью игрового процесса является механика «страха»: когда Бэтмен поднимает уровень тревожность у своих врагов — к примеру, разрушает слабое крепление подвешенного тяжёлого предмета с помощью стилизованных под летучую мышь бумерангов под названием «бэтаранг» или выводит из строя сильнейшего члена бандитской группы — заполняется шкала «репутации», которая влияет на их боевые навыки, точность стрельбы и общее восприятие. С помощью HUD игрок в состоянии определить степень внутреннего спокойствия противника по частоте его пульса и получить дополнительные сведения — используемое им оружие и количество очков здоровья. Чтобы избежать сражений, Бэтмен может незаметно устранить свою цель со спины в «режиме скрытности», представляющим собой передвижение в полуприсяде. В прямом столкновении он сражается руками и ногами и уклоняется от вражеских ударов с помощью перекатов: в случае получения урона истощается его шкала здоровья, расположенная в верхней части экрана в форме летучей мыши; протагонист может восполнить её с помощью попадающихся на уровне аптечек. Как только супергерой достаточно ослабляет оппонента, он приобретает возможность мгновенно устранить его «решающей атакой». В отдельных случаях Бэтмен может допросить побеждённого противника: для этого он поднимает его над землёй и задаёт несколько вопросов, сопровождающихся периодическим избиением.
Повествование разворачивается через разработанные на движке игры кат-сцены и вставки из фильма.
В Batman Begins есть несколько гоночных уровней, на которых протагонист управляет Бэтмобилем на улицах Готэм-Сити. По мере пересечения маршрута его преследуют другие машины, из которых преступники и коррумпированные полицейские открывают огонь: чтобы расчистить пути, супергерою необходимо несколько раз успешно протаранить их или столкнуть с дороги. В его распоряжении есть ускоритель закиси азота, который он может использовать в любой момент прохождения и пополнить с помощью разбросанных по уровням запасов. Бэтмобиль в состоянии не только объехать различные препятствия, но и перепрыгнуть через них.

## Разработка и выпуск

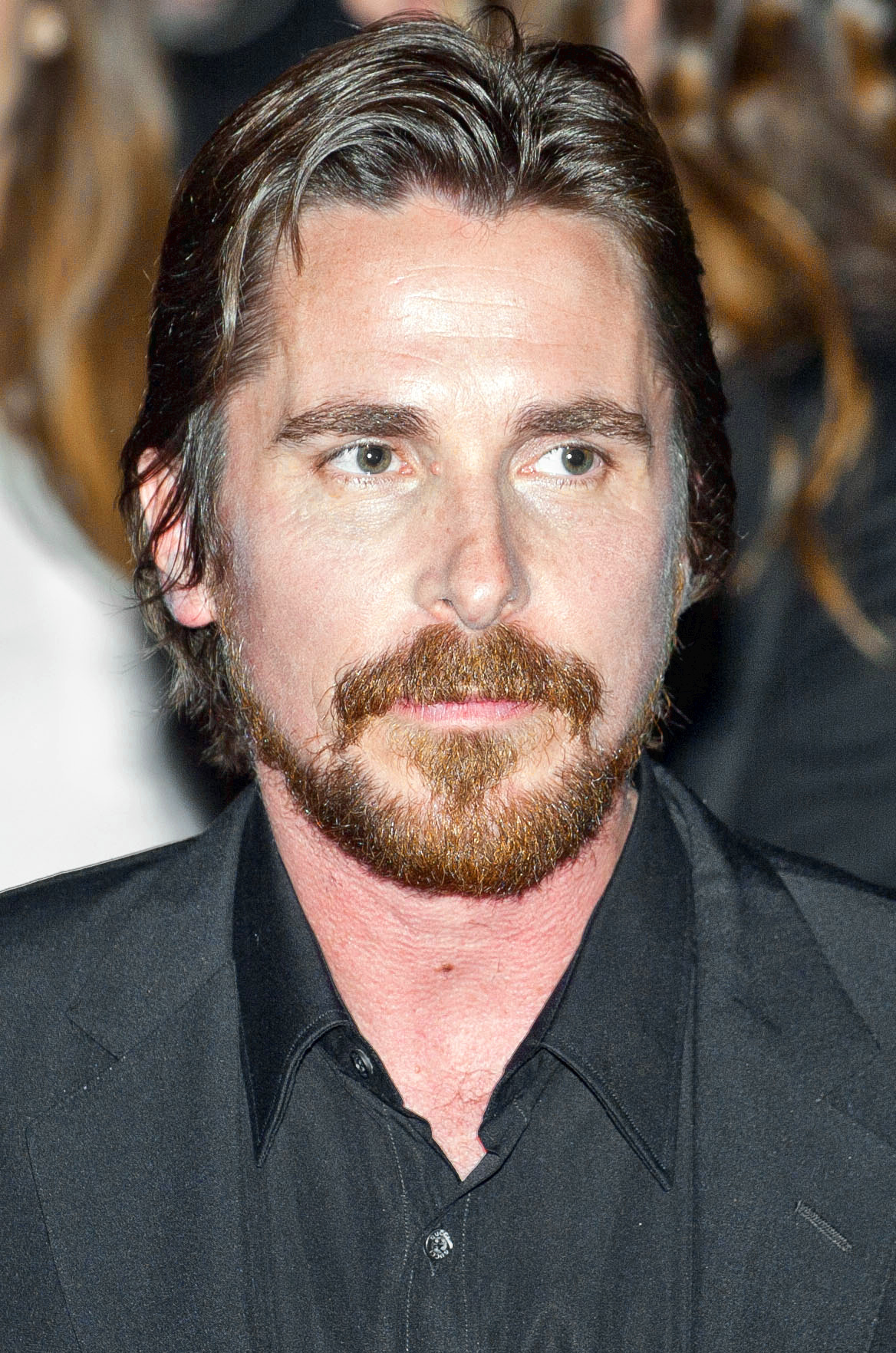
Одним из актёров фильма «Бэтмен: Начало», которые озвучили своих персонажей для игры был исполнитель роли Брюса Уэйна / Бэтмена Кристиан Бейл

В 2003 году представители Electronic Arts задумались о создании игровой адаптации комиксов про супергероя DC Comics Бэтмена, проекта, в котором игрок смог бы по-настоящему «почувствовать себя летучей мышью». В первую очередь они изучили различные медиа про этого персонажа, в частности графические романы Фрэнка Миллера и серии «Бэтмен. Год первый» и «Бэтмен: Тихо!», после чего приняли решение построить игровой процесс вокруг следующих элементов: механики «страха», стелса, фирменного стиля боя Бэтмена и Бэтмобиля. Для воплощения этого замысла они наняли разработчиков из британской компании Eurocom и обозначали им своё видение.  
Продюсер EA Рид Шнайдер хотел привлечь к написанию сюжета сценариста, который мог «не только сочинить отличные диалоги» к «непростому для написания игровому повествованию», но и контролировать работу актёров озвучивания, поэтому он нанял Дж. Т. Петти — своего коллегу по разработке Tom Clancy’s Splinter Cell для Ubisoft. Также в команду разработчиков входили другие опытные представители игровой индустрии:  исполнительный продюсер Роб Леттс (продюсировал игры Activision по мотивам Marvel Comics), технический директор Гэри Лейк (участвовал в разработке The Chronicles of Riddick: Escape from Butcher Bay от Vivendi), директора по развитию Нана Уоллес и Тим Купе (работали в Maxis и Crytek) и помощник продюсера Эрин Скинс (принимала участие в разработке игровой адаптации The Lord of The Rings от EA); в работе над сценарием также принимал участие сценарист и редактор комиксов о Бэтмене Деннис О’Нил. В общей сложности над игрой работали более 100 человек.
Сотрудники Warner Bros. предоставили разработчикам доступ к сценарию, концепт-артам, актёрскому составу и производственному процессу фильма «Бэтмен: Начало», чтобы приблизить предстоящий проект к видению его режиссёра Кристофера Нолана. Таким образом, персонажей игры озвучили актёры из «Бэтмена: Начало»: Кристиан Бейл (Брюс Уэйн / Бэтмен), Кэти Холмс (Рэйчел Доуз), Майкл Кейн (Альфред Пенниуорт), Лиам Нисон (Ра’с аль Гул), Киллиан Мёрфи (доктор Джонатан Крейн / Пугало), Морган Фримен (Люциус Фокс), Том Уилкинсон (Кармайн Фальконе), Марк Бун младший (Арнольд Фласс), Кэн Ватанабэ (фальшивый Ра’с аль Гул) и Тим Бут (Виктор Зас).
В то время как Eurocom разрабатывала игру для GameCube, PlayStation 2 и Xbox, отдельную версию для Game Boy Advance разрабатывала Vicarious Visions; изначально она также занималась разработкой версии для новой портативной приставки Sony PlayStation Portable, которая, в конечном итоге, была отменена.
26 октября 2004 года представители Warner Bros. Interactive Entertainment, DC Comics и EA анонсировали мультиплатформенную компьютерную игру по мотивам фильма «Бэтмен: Начало», выход который был приурочен к премьере картины в 2005 году. «Batman Begins — это более мрачное воплощение Бэтмена, которого мы все так ждали, и мы объединяемся с EA, чтобы представить игрокам захватывающую экшен-игру, которая запечатлеет эту историю», — заявил вице-президент Warner Bros. Interactive Entertainment Джейсон Холл. В мае 2005 года сотрудники EA посетили игровую выставку E3, на которой раскрыли детали игрового процесса.

## Восприятие
| Сводный рейтинг    | Сводный рейтинг | Сводный рейтинг | Сводный рейтинг | Сводный рейтинг |
| Издание            | Оценка          | Оценка          | Оценка          | Оценка          |
| Издание            | GBA             | GC              | PS2             | Xbox            |
| ------------------ | --------------- | --------------- | --------------- | --------------- |
| GameRankings       | 62,14 %         | 66,74 %         | 65,63 %         | 67,20 %         |
| Metacritic         | 61/100          | 66/100          | 64/100          | 65/100          |
| Иноязычные издания |                 |                 |                 |                 |
| Издание            | Оценка          | Оценка          | Оценка          | Оценка          |
| Издание            | GBA             | GC              | PS2             | Xbox            |
| EGM                | N/A             | 5,33/10         | 5,33/10         | 5,33/10         |
| Eurogamer          | N/A             | N/A             | N/A             | 6/10            |
| Game Informer      | N/A             | 7,25/10         | N/A             | N/A             |
| GamePro            | N/A             | [ 21 ]          | N/A             | N/A             |
| GameRevolution     | N/A             | C               | C               | C               |
| GameSpot           | 5/10            | 6,8/10          | 6,7/10          | N/A             |
| GameSpy            | N/A             | [ 26 ]          | N/A             | [ 27 ]          |
| GameTrailers       | N/A             | 7/10            | 7/10            | 7/10            |
| GameZone           | N/A             | 7,2/10          | 5,9/10          | 6,1/10          |
| IGN                | 7/10            | 7,6/10          | N/A             | 6,8/10          |
| Nintendo Power     | 5,5/10          | 6,5/10          | N/A             | N/A             |
| OPM                | N/A             | N/A             | [ 37 ]          | N/A             |
| OXM                | N/A             | N/A             | N/A             | 5/10            |

Batman Begins получила смешанные отзывы от игровых журналистов. На агрегаторе рецензий GameRankings средняя оценка версии для GBA составила 62,14 %, для GC — 66,74 %, для PS2 — 65,63 % и 67,20 % для XBOX. На Metacritic версия для GBA имеет 61 балл из 100, для GC — 65 баллов, для PS2 — 64 балла и 64 балла для XBOX. 

## Наследие
В 2006 году сотрудники Pandemic Studios начали разработку игровой адаптации второй части кинотрилогии Нолана о Тёмном рыцаре под названием Batman: The Dark Knight. Разработка игры была остановлена, когда сотрудники Pandemic столкнулись с многочисленными и неисправимыми ошибками при переносе игры на новый движок. Издатель Electronic Arts решил отменить игру по фильму, хотя выйти она должна была в декабре 2008 года. 
В 2012 году состоялся релиз мобильной игры The Dark Knight Rises по мотивам одноимённой заключительной части трилогии.